# Det Bedste
 Der er for få eller ingen kildehenvisninger i denne artikel, hvilket er et problem. Du kan hjælpe ved at angive troværdige kilder til de påstande, som fremføres i artiklen.

Det Bedste fra Reader's Digest, ofte blot kaldet Det Bedste var den danske udgave af det amerikanske månedsblad Reader's Digest. Den danske udgave af magasinet indeholdt i dansk oversættelse "Det bedste" fra magasinet og udkom fra marts 1946 til oktober 2005.
Det Bedste fra Readers Digest blev fra starten udgivet af det danske "Det Bedste" A/S, men fra 1993 og frem til 2005 overtog Egmont rettigheden til udgivelsen i Danmark. Egmont havde i perioder stået for trykningen af bladet. Reader's Digest, der også er bladets navn i mange lande, udgiver blade af samme type i 47 lande. Bladet er verdens mest solgte månedsblad med et oplag på omkring 25 mio.
Reader's Digest blev grundlagt af DeWitt Wallace i 1922, og det har hele tiden værets bladets mål både at underholde og informere. Mange af artiklerne er populærvidenskabelige indenfor emner som medicin, geografi, historie, politik, familie, religion og humor. Indholdet er overvejende redigeret og valgt ud fra et konservativt amerikansk ideal, og dermed præget af kommunistforskrækkelsen. Bladets artikler var indtil Sovjetunionens opløsning og Berlinmurens fald præget af kritik af kommunismen.
Den danske udgave bestod både af oversatte artikler fra den amerikanske udgave og danske bidrag. Bladet udkom i lommeformat og siden 1955 delvist i farver. Dets oplagsmæssige storhedstid var i 1950'erne, hvor det udkom i 300.000 eksemplarer. Efter 1970'erne gik det ned ad bakke samtidig med at tv blev en væsentlig konkurrent som formidler af populærvidenskab. I 1995 var tallet faldet til 115.000. Det faldende oplag forårsagede bladets lukning i 2005. På lukningstidspunktet blev bladet trykt i blot 12.000 eksemplarer.

## Ekstern henvisning
- Readers Digest, amerikansk hjemmeside Arkiveret 11. september 2019 hos  Wayback Machine